# Avenue 5
Avenue 5 è una serie televisiva statunitense, pubblicata su HBO dal 19 gennaio 2020.

## Trama
Nel futuro, i viaggi spaziali sono la norma per le persone ricche. La Avenue 5 è una nave passeggeri di proprietà di Herman Judd e guidata dal capitano Ryan Clark. Per inspiegabili motivi, la nave finisce fuori rotta, causando il panico tra i passeggeri.

## Episodi
| Stagione         | Episodi | Prima TV USA | Prima TV Italia |
| ---------------- | ------- | ------------ | --------------- |
| Prima stagione   | 9       | 2020         | -               |
| Seconda stagione | 8       | 2022         | -               |

## Produzione
La serie è stata creata da Armando Iannucci. È stata rinnovata per una seconda stagione poco dopo la messa in onda del primo episodio; tuttavia, gli alti costi di produzione e la pandemia di COVID-19 hanno indotto HBO a interrompere la serie dopo la trasmissione della seconda stagione.